# Asociación de Bancos Públicos y Privados de la República Argentina
El 31 de octubre de 1959 marcó el inicio de la Asociación de Bancos de Provincia de la República Argentina (ABAPRA), conformada por las entidades bancarias representativas de los Estados Provinciales, tanto oficiales como mixtas. Con el tiempo, esta asociación incorporó también bancos municipales, sociales y de inversión de todo el país. El objetivo principal de ABAPRA era fortalecer el federalismo, fomentar el desarrollo del sector bancario, promover la colaboración entre sus miembros y abordar los desafíos y preocupaciones emergentes del sector.
En 1996, en respuesta a los cambios en el entorno financiero, ABAPRA modificó su estatuto y cambió su nombre a Asociación de Bancos Públicos y Privados de la República Argentina (ABAPPRA). Estas reformas permitieron a la asociación ampliar su alcance para incluir a bancos públicos y privados, compañías financieras, cajas de crédito y sociedades de garantías recíprocas.
El objetivo fundamental de ABAPPRA es representar a sus miembros ante todos los organismos estatales, incluidos el Poder Ejecutivo, Legislativo y Judicial, así como ante entidades representativas de la sociedad. Su misión es perfeccionar el marco normativo, mejorar la producción y reducir los niveles de riesgo en el sistema financiero. Además, busca facilitar el acceso de la población a productos y servicios financieros.
ABAPPRA lleva a cabo investigaciones sobre la realidad económica, financiera y monetaria, y elabora estadísticas relevantes. La asociación cuenta con un Centro de Capacitación y un Área Pyme, y organiza Comisiones Técnicas para analizar diversos problemas relacionados con la actividad bancaria y financiera.

## Autoridades
Presidentes desde sus comienzos: 
| N.º  | Foto del Presidente | Presidente              | Periodo presidencial | Banco |
| ---- | ------------------- | ----------------------- | -------------------- | ----- |
| 12.º |                     | Daniel Tillard          | 2023-presente        |       |
| 11.º |                     | Silvina Batakis         | 2022-2023            |       |
| 10.º |                     | Eduardo Hecker          | 2019-2022            |       |
| 9.º  |                     | Javier González Fraga   | 2017-2019            |       |
| 8.º  |                     | Carlos Melconian        | 2015-2017            |       |
| 7.º  |                     | Juan Ignacio Forlón     | 2014-2015            |       |
| 6.º  |                     | Juan Carlos Fábrega     | 2010-2013            |       |
| 5.º  |                     | Mercedes Marcó del Pont | 2008-2010            |       |
| 4.º  |                     | Gabriela Ciganotto      | 2006-2007            |       |
| 3.º  |                     | Carlos Heller           | 2002-2006            |       |
| 2.º  |                     | Enrique Olivera         | 2001                 |       |
| 1.º  |                     | Cristyan Colombo        | 2000                 |       |

## Miembros asociados[4]
- Banco Bica
- Banco Coinag
- Banco de Formosa
- Banco de la Ciudad de Buenos Aires
- Banco de la Provincia de Buenos Aires
- Banco del Chubut
- Banco de Tierra del Fuego
- Banco Provincia de Neuquén
- Nuevo Banco del Chaco
- Banco Credicoop
- Banco de Corrientes
- Banco de Inversión y Comercio Exterior
- Banco de la Nación Argentina
- Banco de la Provincia de Córdoba
- Banco Municipal de Rosario
- Banco Rioja
- Caja Popular de Ahorros de la Provincia de Tucumán

### Entidades adherentes
- Fondo de Garantías Buenos Aires
- Cámara de Fondos de Garantía Públicos de Argentina
- Sociedad de Garantía Recíproca